# Stazione di Sesto San Giovanni
La stazione di Sesto San Giovanni è una stazione ferroviaria, posta sul tronco comune delle linee Chiasso-Milano e Lecco-Milano, a servizio dell'omonima città.

## Storia
La prima stazione di Sesto fu aperta nel 1840 e costituiva l'unica stazione intermedia della linea Milano-Monza; era posta presso il Rondò, l'attuale piazza IV Novembre.
Nell'aprile 1944 alcune donne di Sesto, aiutate da alcuni ferrovieri, aprirono tre vagoni piombati, permettendo la liberazione di quasi duecento giovani rastrellati alla Benedicta.
Essendo la vecchia stazione diventata troppo angusta per le dimensioni della città, si decise di spostarla alcune centinaia di metri più a nord, dove già esisteva un ampio scalo merci al servizio dei numerosi raccordi della zona, come la Falck. La nuova stazione fu inaugurata il 19 gennaio 1969, nell'ambito dei lavori di quadruplicamento della tratta ferroviaria Milano–Monza, completati due anni dopo.
Dal settembre 1986, la stazione di Sesto San Giovanni divenne punto di interscambio con la linea M1 della metropolitana di Milano con l'apertura al servizio pubblico di Sesto 1º Maggio FS.
L'11 ottobre 2021 iniziarono i lavori di costruzione della nuova struttura a servizio dei viaggiatori e quelli di rinnovo del piazzale di sosta delle autolinee extraurbane, frutto di un progetto dello Studio di Renzo Piano.

## Movimento
La stazione è servita dai treni delle linee S7 (Milano Porta Garibaldi–Molteno–Lecco), S8 (Milano Porta Garibaldi–Carnate–Lecco), S9 (Albairate–Saronno) e S11 (Milano Porta Garibaldi–Chiasso) del servizio ferroviario suburbano di Milano, oltre che dai treni regionali della linea Milano Porta Garibaldi–Carnate–Bergamo.

## Servizi
La stazione è dotata di:
- Biglietteria a sportello
- Biglietteria automatica
- Sala d'attesa
- Servizi igienici

## Interscambi
Nel piazzale esterno è presente il capolinea degli autobus interurbani ATM Milano e Autoguidovie, oltre ad autobus di vettori privati per il raggiungimento degli aeroporti di Linate e Malpensa.
Nei pressi è presente la fermata Sesto 1º Maggio FS, capolinea settentrionale della linea M1, consentendo un interscambio tra la ferrovia e la metropolitana di Milano.